# Balaton (Minnesota)
Balaton es una ciudad ubicada en el condado de Lyon en el estado estadounidense de Minnesota. En el Censo de 2010 tenía una población de 643 habitantes y una densidad poblacional de 156,53 personas por km².

## Geografía
Balaton se encuentra ubicada en las coordenadas 44°13′59″N 95°52′16″O / 44.23306, -95.87111. Según la Oficina del Censo de los Estados Unidos, Balaton tiene una superficie total de 4.11 km², de la cual 3.77 km² corresponden a tierra firme y (8.32%) 0.34 km² es agua.

## Demografía
Según el censo de 2010, había 643 personas residiendo en Balaton. La densidad de población era de 156,53 hab./km². De los 643 habitantes, Balaton estaba compuesto por el 97.2% blancos, el 0.47% eran afroamericanos, el 0.47% eran amerindios, el 0% eran asiáticos, el 0% eran isleños del Pacífico, el 0.47% eran de otras razas y el 1.4% pertenecían a dos o más razas. Del total de la población el 1.71% eran hispanos o latinos de cualquier raza.